# Eva Santolaria
Eva Santolaria Millán (Barcelona, España; 2 de mayo de 1975) es una actriz de cine y televisión española que se dio a conocer por su participación en la serie juvenil Compañeros, emitida en Antena 3 entre 1998 y 2001.
También obtuvo fama por su participación en 7 vidas entre 2001 y 2006.

## Biografía
Nació en Barcelona el 2 de mayo de 1975. Dejó los estudios de Derecho para dedicarse a la interpretación, su vocación.
Debutó como actriz en Estació d'enllaç y en la película Susanna, en 1996. Posteriormente trabajó en Nissaga de poder, una serie de TV3 que se convirtió en un fenómeno social en Cataluña. Luego daría el salto hacia el ámbito nacional con la exitosa serie Compañeros, de Antena 3, donde trabajó entre 1998 y 2001 y que la convirtió en una de las actrices preferidas por los jóvenes gracias a su papel de Valle, que interpretó también en la adaptación cinematográfica de la serie, titulada No te fallaré y dirigida por Manuel Ríos San Martín.
Una vez finalizada su participación en Compañeros rodó varias películas, destacando Días de fútbol de David Serrano en 2003. En 2002 se incorporó al reparto de otra producción de éxito, 7 vidas, donde interpretó a Vero, una joven que intenta abrirse paso como relaciones públicas en una discográfica. En esta serie estuvo entre 2001 y 2005, volviendo en 2006 para participar en el especial en directo con motivo del capítulo 200.
En 2007 debutó en el teatro, donde volvió a coincidir con una de sus compañeras de 7 vidas, la actriz Carmen Machi, en la obra de teatro Auto. También ese año participa en la serie Pareja en prácticas emitida en Movistar+.
En 2009 regresa a la televisión con un papel de reparto en la primera temporada de la serie Los misterios de Laura de TVE, protagonizada por María Pujalte. En 2010 protagonizó la película Héroes, de Pau Freixas, película por la que consiguió ganar la medalla del CEC a la mejor actriz secundaria.
En 2015 hace algunas apariciones puntuales en la serie coral Cites de TV3. Dos años más tarde, en 2017, volvió a la ficción nacional de la mano de Sé quién eres de Pau Freixas, proyecto en el que vuelve a coincidir con Blanca Portillo, su antigua compañera de 7 vidas. En 2018 tuvo un papel recurrente en la serie de TV3 Benvinguts a la familia, donde interpreta a Lili.Actualmente se encuentra con la obra de teatro GRRRL ,  GRRRL son trece relatos de resistencia protagonizados por un «hasta aquí». Cuando las teorías no alcanzan solo queda el rugido.

## Filmografía

### Cine
| Año  | Título                | Personaje      | Director                 |
| ---- | --------------------- | -------------- | ------------------------ |
| 1996 | Susanna               | Susanna        | Antonio Chavarrías       |
| 1998 | Bomba de relojería    | Marta          | Ramón Grau               |
| 1998 | El pianista           | Obdulia        | Mario Gas                |
| 2000 | Nosotras              | Reme           | Judith Colell            |
| 2001 | No te fallaré         | Valle Bermejo  | Manuel Ríos San Martín   |
| 2003 | Días de fútbol        | Lorena         | David Serrano de la Peña |
| 2005 | Ruido                 | Carla          | Marcelo Bertalmío        |
| 2010 | Héroes                | Cristina       | Pau Freixas              |
| 2019 | Abuelos               | Dolores «Lola» | Santiago Requejo         |
| 2024 | No puedo vivir sin ti | Rosa           | Santiago Requejo         |

### Televisión
| Año         | Título                  | Personaje               | Notas                  |
| ----------- | ----------------------- | ----------------------- | ---------------------- |
| 1995        | Estació d'enllaç        | Extra                   | 1 episodio             |
| 1996 – 1998 | Nissaga de poder        | Elisenda Castro         | 435 episodios          |
| 1997        | Menudo es mi padre      | Dependienta             | 7 episodios            |
| 1998 – 2001 | Compañeros              | Valle Bermejo Fuentes   | 87 episodios           |
| 2001 – 2006 | 7 vidas                 | Verónica «Vero» Montero | 81 episodios           |
| 2004        | Maigret: La trappola    | Maguy Castillo          | Película de televisión |
| 2004        | Maigret: L'ombra cinese | Maguy Castillo          | Película de televisión |
| 2006        | En buena compañía       | Claudia Espinosa        | 12 episodios           |
| 2007        | Pareja en prácticas     | Claudia                 | 17 episodios           |
| 2007        | Lo que surja            | Sara                    | 1 episodio             |
| 2009        | Los misterios de Laura  | Maite Villanueva        | 6 episodios            |
| 2012        | Psicodriving            | Eva Santolaria          | 1 episodio             |
| 2013        | Pop ràpid               | Patri                   | 1 episodio             |
| 2015; 2023  | Cites                   | Clàudia Millán          | 4 episodios            |
| 2017        | Sé quien eres           | Marta Hess              | 16 episodios           |
| 2017        | La que se avecina       | Olga                    | 1 episodio             |
| 2018        | Colegas                 | Eva                     | 1 episodio             |
| 2018        | Paquita Salas           | Ella misma              | 1 episodio             |
| 2018        | Benvinguts a la familia | Lili                    | 3 episodios            |
| 2022 – 2024 | Todos mienten           | Yolanda Serra           | 12 episodios           |
| 2025        | Los sin nombre          | Judith                  | 6 episodios            |

## Teatro
- Auto (2007)
- El apagón  (2012), de Peter Shaffer
- GRRRL ( 2025 ) , de   Xus de la Cruz y Sara García Pereda

## Premios y nominaciones
| Año       | Premio                                              | Categoría                  | Trabajo nominado | Resultado | Ref.   |
| --------- | --------------------------------------------------- | -------------------------- | ---------------- | --------- | ------ |
| 1998/1999 | Premios BRAVO OTTO                                  | Mejor actriz de televisión | Compañeros       | Ganadora  |        |
| 2000      | Fotogramas de Plata                                 | Mejor actriz de televisión | Compañeros       | Nominada  | [ 14 ] |
| 2000      | TP de Oro                                           | Mejor actriz de televisión | Compañeros       | Nominada  | [ 2 ]  |
| 2001      | TP de Oro                                           | Mejor actriz de televisión | Compañeros       | Ganadora  | [ 2 ]  |
| 2010      | Medallas del Círculo de Escritores Cinematográficos | Mejor actriz secundaria    | Héroes           | Ganadora  | [ 10 ] |